# Вінден-ім-Ельцталь
Вінден-ім-Ельцталь (нім. Winden im Elztal) — громада в Німеччині, знаходиться в землі Баден-Вюртемберг. Підпорядковується адміністративному округу Фрайбург. Входить до складу району Еммендінген.
Площа — 21,96 км2. Населення становить 2838 ос. (станом на 31 грудня 2020).